# 松前利広
松前 利広（まつまえ としひろ）は、安土桃山時代から江戸時代初期にかけての武将。松前藩家老。

## 生涯
のちの松前藩初代藩主・蠣崎慶広の3男として誕生。生母は側室。幼名は龍丸、初名は蠣崎行広。のちに盛岡南部家当主・南部利直の養子となり南部信濃守利広と称した。
関ヶ原の戦いの際、南部一門として上杉景勝討伐のため慶長出羽合戦に最上、伊達連合軍の後詰の為出陣した。その後、利直と不和になって義絶されて慶広のもとに戻り、松前藩家老として父の補佐を務めた。書をよくし、学識高く、医術にも通じていた。大坂夏の陣には、父・慶広と共に出陣し徳川家康の脇を陣取り、真田信繁隊とも刃を交えている。
元和2年（1616年）に慶広が死去して甥・公広が跡を継ぐと、松前藩主の座を狙って謀反を計画したという。当時、公広の寵愛を得ていた側近の杉山平内（蠣崎定広の娘婿）と結託して藩を乗っ取ろうとしたというのである。しかし平内と仲の悪かった杉山一族の杉山勘介が公広に密告し、元和4年（1618年）7月26日、公広に捕縛される前に藩から船で脱出した。（このお家騒動は幼い藩主公広を補佐していた利広から、藩政の実権を奪い取ろうとした利広の叔父一派の策略であったと利広の末裔に伝わっている。)
船で藩を脱出した利広は津軽の夏泊半島に流れ着いた。利広は、その地で蠣崎彦左衛門利広と称した。
彦左衛門の彦は蠣崎家初代蠣崎信広、二代蠣崎光広、四代蠣崎季広が名乗った彦太郎の彦をとったものであり、子孫も代々、蠣崎彦左衛門を称し、庄屋兼郷士として江戸時代を経て明治を迎えている。
この家系は、蠣崎氏の数ある家系の中で松前藩初代藩主、蠣崎家五代松前慶広の直系で唯一蠣崎を称している、言わば正統な本家本流の蠣崎家である。